# Ospodariewskaja
Ospodariewskaja (ros. Осподаревская) – wieś w Rosji, w rejonie wożegodskim obwodu wołogodzkiego. W 2010 r. liczyła 54 mieszkańców.